# Un cangur molt especial
Un cangur molt especial (títol original: Mr. Nanny) és una pel·lícula estatunidenca de 1993 dirigida per Michael Gottlieb. Va ser protagonitzada per Hulk Hogan, Sherman Hemsley, Austin Pendleton, Robert Hy Gorman, Madeline Zima, Raymond O'Connor, Afa Anoa'i, Brutus Beetfcake, George "The Animal" Steele, Mother Love i David Johansen. Distribuïda per New Line Cinema, la pel·lícula es va estrenar el 2 d'abril de 1993 al Regne Unit i el 8 d'octubre del mateix any als Estats Units. Ha estat doblada al català.

## Argument
Un home separat i addicte al treball (Austin Pendleton), contracta una mainadera una miqueta especial, un campió de lluita lliure anomenat Sean (Hulk Hogan), perquè cuidi dels seus fills, dos petits revoltosos: Alex Jr., de 14 anys (Robert Hy Gorman) i Kate, de 8 anys (Madeline Zima), mentre ell marxa de viatge de negocis.

## Repartiment
- Hulk Hogan: Sean Armstrong
- Sherman Hemsley: Burt Wilson
- Austin Pendleton: Alex Mason Sr.
- Robert Hy Gorman: Alex Mason Jr.
- Madeline Zima: Kate Mason
- Raymond O'Connor: Frank Olsen
- Afa Anoa'i: Ell mateix
- Brutus Beetcake: Ell mateix
- George "The Animal" Steele: Ell mateix
- Mother Love: Corinne
- David Johansen: Tommy Thanatos